# Johanna von Beieren-Landshut

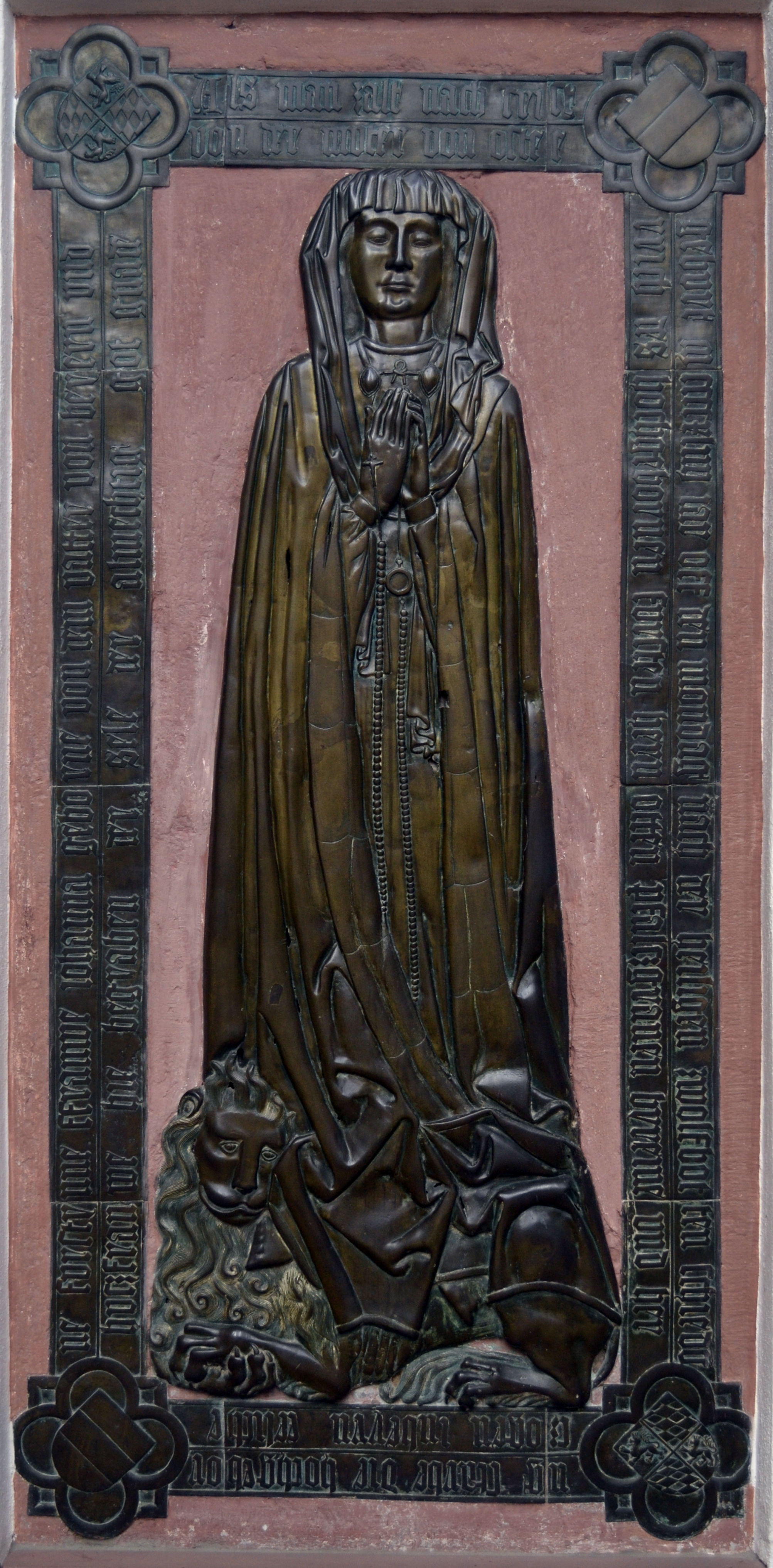
Pierre tombale de la comtesse Johanna von Beieren-Landshut.

Johanna von Beieren-Landshut (1413 - 20 juillet 1444), appelée en français Jeanne de Bavière, était la fille du duc Henri XVI de Bavière, dit le "le Riche" (1386 – 30 juillet 1450, Landshut), dit « le Riche » (der Reiche), et de son épouse Marguerite d'Autriche (1395-1447), fille du duc Albert IV d'Autriche.

## Mariage et descendance
Le 15 janvier 1430, à Burghausen (District de Haute-Bavière), Johanna épouse le Comte Palatin Otto Ier de Palatinat-Mosbach (ou Othon de Bavière, 1390-1461). Résidant dans leurs capitales successives, d'abord à Mosbach, puis à Neumarkt, ils ont une nombreuse descendance :
1. Margarethe von Pfalz-Mosbach (1432–1457), qui épouse le comte Richard III de Hanau (Reinhard III. von Hanau)
2. Amalia von Pfalz-Mosbach (1433–1483), qui épouse le comte Philippe l'aîné de Rieneck-Grünsfeld, Lauda et Wildenstein
3. Otto II de Palatinat-Mosbach (1435–1499), surnommé Mathematicus, qui succèdera à son père à la tête du comté en 1461
4. Robert Ier de Palatinat-Mosbach (Ruprecht I. von der Pfalz-Mosbach, 1437–1465), qui devient évêque de Ratisbonne
5. Dorothea von Pfalz-Mosbach (1439–1482), supérieure du monastère de Liebenau près de Worms
6. Albrecht von Pfalz-Mosbach (1440–1506), qui devient évêque de Strasbourg
7. Anna von Pfalz-Mosbach (née en 1441), prieure du monastère d'Himmelskron
8. Johann von Pfalz-Mosbach (1443–1486), abbé à Augsbourg et Ratisbonne
9. Barbara von Pfalz-Mosbach (1444–1486), qui sera religieuse au monastère de Liebenau.

## Monument funéraire
La comtesse palatine Johanna van Beieren-Landshut décède à 30 ou 31 ans. Elle est inhumée à Mosbach où se trouve toujours sa pierre tombale, dans le chœur de la collégiale Sainte-Julienne de Mosbach.

## Sources
- Cawley, Charles. Medieval Lands: A Prosopography of Medieval European Noble and Royal Families. Bavaria Dukes, chap. 11D Dukes of Bavaria, Bavaria-Ingolstadt, Bavaria-Landshut Johanna von Bayern. Site web présentant la généalogie des comtes palatins, Foundation for Medieval Genealogy, accès le 11 juin 2019.
- (de) Karl-Otto Ambronn, « Otto I. », dans Neue Deutsche Biographie (NDB), vol. 19, Berlin, Duncker & Humblot, 1999, p. 691–693 (original numérisé).
- (de) Jakob Wille, « Otto I. v. Mosbach, Pfalzgraf », dans Allgemeine Deutsche Biographie (ADB), vol. 24, Leipzig, Duncker & Humblot, 1887, p. 712-713